# Lijst van burgemeesters van Zeist
Dit is een lijst van burgemeesters van de Nederlandse gemeente Zeist in de provincie Utrecht.
| Ambtsperiode                  | Naam burgemeester                                 | Partij of stroming | Bijzonderheden                                                                           |
| ----------------------------- | ------------------------------------------------- | ------------------ | ---------------------------------------------------------------------------------------- |
| 1811 - 1 jan 1850             | Frans Nicolaas van Bern                           |                    | maire/schout/burgemeester, ook schout/burgemeester van Driebergen en Sterkenburg geweest |
| 7 mei 1850 - 1 juli 1863      | mr. Willem Daniël Frans Schas                     |                    |                                                                                          |
| 10 aug 1863 - 27 juli 1882    | Jhr. Willem Karel Huydecoper                      |                    |                                                                                          |
| 5 okt 1882 - 3 nov 1894       | Dr. Gerrit Costerman                              |                    |                                                                                          |
| 1 jan 1894 - 1 mei 1919       | Mr. Johan Jacob Clotterbooke Patijn               |                    |                                                                                          |
| 1 juli 1919 - 1 juli 1934     | Mr. Cornelis Jan baron van Tuyll van Serooskerken |                    |                                                                                          |
| 15 aug 1934 - 1 aug 1939      | Jhr.dr. Marie Louis van Holthe tot Echten         |                    |                                                                                          |
| 1 okt 1939 - okt. 1944        | Mr. Willem Adriaan Johan Visser                   | CHU                |                                                                                          |
| okt. 1944 - 1945              | ?                                                 |                    | NSB-burgemeester                                                                         |
| 1 okt 1945 - 1 juni 1947      | Mr. Willem Adriaan Johan Visser                   | CHU                |                                                                                          |
| 16 sept 1947 - 1 mei 1968     | Mr. Aleid Pieter Korthals Altes                   | PvdA               |                                                                                          |
| 16 mei 1968 - 1 mei 1979      | Mr.dr. Andries Antonius Henricus Stolk            | PvdA               | was burgemeester van Tiel                                                                |
| 16 mei 1979 - 16 april 1987   | Drs. Hendrikus Johannes Eijsink                   | PvdA               | was burgemeester van Bellingwolde, Bellingwedde en Meppel                                |
| 16 okt 1987 - 1 dec 2005      | Rudolph Gerrit (Rudi) Boekhoven                   | PvdA               | was burgemeester van Veendam                                                             |
| 16 jan 2006 - 15 januari 2024 | Koos Janssen                                      | CDA                | was burgemeester van Bunnik en Soest                                                     |
| 30 jan 2024 - heden           | Joyce Langenacker                                 | PvdA               | was burgemeester van Ouder-Amstel                                                        |